# Мета Сталого Розвитку-9
Мета сталого розвитку — 9 (Мета 9 або МСР-9) стосується «промисловості, інновацій та інфраструктури» і є однією з 17 цілей сталого розвитку, прийнятих Генеральною Асамблеєю ООН у 2015 році. Мета 9 спрямована на створення стійкої інфраструктури, сприяння сталий індустріалізації та сприяння інноваціям.
МСР 9 має вісім цілей, а прогрес вимірюється дванадцятьма показниками. Перші п'ять цілей є цільовими результатами: розробити стійку, стійку та інклюзивну інфраструктуру; сприяти інклюзивній та сталий індустріалізації; розширення доступу до фінансових послуг і ринків; модернізувати всі галузі та інфраструктури для сталого розвитку; посилити дослідження та модернізувати промислові технології. Решта три цілі є цілями щодо засобів реалізації: сприяння сталому розвитку інфраструктури для країн, що розвиваються; підтримка розвитку вітчизняних технологій та промислової диверсифікації; універсальний доступ до інформаційно-комунікаційних технологій.